# Schiedeella williamsiana
Schiedeella williamsiana är en orkidéart som beskrevs av Szlach., Rutk. och Joanna Mytnik-Ejsmont. Schiedeella williamsiana ingår i släktet Schiedeella och familjen orkidéer. Inga underarter finns listade i Catalogue of Life.